# Жолдасбеков, Мырзатай Жолдасбекович
Мырзатай Жолдасбекович Жолдасбеков (каз. Мырзатай Жолдасбеков; род. 27 мая 1937, село Актобе, Таласский район, Жамбылская область) — государственный и общественный деятель, доктор филологических наук (1993), профессор (1993), Чрезвычайный и Полномочный Посол Республики Казахстан, писатель, учёный.
Происходит из рода ошакты.

## Образование
В 1960 году окончил филологический факультет Казахского государственного университета.

## Учёные степени, академические звания
Доктор филологических наук. Академик НАН Республики Казахстан.

## Трудовая деятельность
- С 1960 по 1977 годы работал на кафедре казахской литературы ассистентом, старшим преподавателем, доцентом в КазГУ.
- В 1974 году избран деканом филологического факультета КазГУ[3], а с 1977—1987 годы занимал пост ректора Талды Курганского педагогического института.[5]
- С 1987 по 1988 годы — министр просвещения Казахской ССР.[6]
- 1988—1990 годы — заведующий Идеологическим отделом ЦК Компартии Казахстана.
- 1990—1991 годы — член Президентского Совета, Государственный Советник Республики Казахстан.
- С 1991 по 1993 годы — заместитель Премьер-министра, Советник Президента Республики Казахстан.[7]
- 1993—1996 годы (по другим данным, по 1997 год[1]) — Чрезвычайный и Полномочный Посол Республики Казахстан в Исламской Республике Иран.[8]
- 1997—2000 годы — ректор Дипломатической Академии МИД Республики Казахстан.
- 2000—2004 годы — ректор Евразийского национального университета им. Л. Н. Гумилёва.[9]
- 2004—2006 годы — руководитель научного центра гуманитарных исследований «Евразия».
- В 2005 году — избран Президентом Общественного Фонда «Евразийский Союз учёных».
- 2006 год — назначен директором Президентского Центра культуры.[10]

Член совета директоров АО «Агентство „Хабар“», независимый директор.
Создатель театра национальных традиций «Байтерек».
С 2012 года возглавляет научно-исследовательский центр по изучению наследия Коркыта в КазНУИ.

### Вклад в тюркологию
Его первые научные труды были посвящены творчеству народных акынов. Он собрал, систематизировал и показал, что это не просто популярное в народе творчество, но и раскрыл семантическую красоту этих песен. По окончании филологического факультета КазГУ Мырзатай Жолдасбеков обращает своё внимание на такое малоизученное направление, как орхонские руны, которые всегда привлекали интерес ученых всего мира. Именно он с педантичностью ученого собрал по крупицам всю информацию, изучил материал, сами руны и перевел эти письмена на казахский язык. Молчавшие дотоле камни заговорили устами М. Жолдасбекова.
…Долина Орхон — колыбель многих тюркоязычных народов, свидетельство существования могущественных государственных образований, созданных тюрками.
Но сверху небеса
А снизу мать-земля сказали тюркам:
Вы не смейте погибать.
Да не исчезнет род,
Да будет жив народ,
Как небо и земля,
Их обязали быть.
Копия одной из стел, на которых высечены орхонские руны, установлена в Евразийском национальном университете имени Л. Гумилева.
Является одним из идеологов программы «Культурное наследие». И в этом тоже осознание им исторической памяти родного народа.
Труды М. Жолдасбекова публиковались в Китае, Турции, Иране и других странах.
Мырзатай Жолдасбеков один из двух авторов фундаментального исследовательского труда по тюркскому руноведению: «Полный атлас Орхонских памятников» (каз. «Орхон ескерткіштерінің толық атласы») (2006 год). Мырзатай Жолдасбеков и Каржаубай Сарткожаулы своей монографией подводят итоги изучения рунической письменности за последние два века. Загадка древнетюркской письменности издавна волновала ученых всего мира, первыми ещё в XVIII веке поделились своими выводами Д. Мессершмидт и Ф. Страленберг, долгое время над разгадкой бились российские, германские, французские ученые, и только в 1892 году датчанин В. Томсен предложил приемлемый вариант прочтения надписей на камнях.
Долины и горы Енисея, Орхона и Таласа — три основных региона, где сосредоточено наибольшее количество древнетюркских памятников письменности. И только орхонские послания на сегодня можно считать полностью систематизированными благодаря выходу в свет монографии М. Жолдасбекова и К. Сарткожаулы. В книге дана транскрипция текстов памятников периода первого и второго каганатов, приведен план их расположения. Заново прочитаны спорные строки и версии из различных источников. Авторы попытались воссоздать научно достоверную картину древнетюркского общества — его мироощущение и миропонимание, социальную организацию и политический строй. Определено, что носителями древнетюркского языка были кипчаки.

### Университеты
Особая страница в биографии Мырзатая Жолдасбекова — это Евразийский национальный университет имени Л. Н. Гумилева. Изначально в создание, становление и развитие этого учебного заведения была заложена евразийская идея. Потому ему и было присвоено имя «последнего евразийца», доказательно проявившего пассионарность тюркских наций Льва Николаевича Гумилёва, с которым Мырзатай Жолдасбеков был знаком лично, с которым дружил, чье полное собрание сочинений было издано непосредственно по его инициативе и содействии.
Мырзатай Жолдасбеков является действительным членом и почетным профессором ряда отечественных и зарубежных вузов и академий.

### Сценарист
Автор сценария художественного фильма «Юность Жамбыла» и ряда документальных фильмов, музыкальных трагедий («Ұлбике» в соавторстве с Н.Айтовым), песен и кюев, обогативших общественное сознание новыми идеями.

### Композитор
М. Жолдасбеков является автором нескольких песен и кюев: «Дүние, шіркін», «Тотықұс» («Попугай», или «Райская птица» — написал в бытность Чрезвычайным и Полномочным Послом в Исламской Республике Иран), вокальное произведение «Байтерек».

### Музейщик
Стал личностью легендарной, обнаружив дар музейщика и разыскав, например, кобыз Молыкбая, домбру Бактыбая, рояль Мукана Тулебаева, которые являются достоянием казахстанской истории.

## Награды и премии
- 2020 (8 декабря) — Государственная премия Республики Казахстан в области литературы и искусства имени Абая за сборник историко-литературоведческих исследований «Ұлы Дала әдебиеті»[22]

Ордена:
- 1986 — Орден «Дружбы народов»
- 1996 — Орден «Курмет» (Почёт)[23]
- 2005 — Орден «Парасат»
- 2011 — Орден «Барыс» ІІІ степени
- 2017 — Орден «Барыс» І степени из рук президента РК в Акорде — за выдающиеся заслуги перед Отечеством и общественную активность и в связи с 80-летием со дня рождения.[24]
- 2021 года (2 декабря) — Орден «Отан» один из высших орденов Республики Казахстан;[25]
- 2024 (12 апреля) — Орден «Достук» (Кыргызстан) — за большой вклад в социально-экономическое развитие Кыргызской Республики и укрепление сотрудничества между Кыргызской Республикой и Республикой Казахстан[26][27]

Почётные звания
- 1994 — Почётный профессор Жетысуского государственного университета им. И. Жансугурова
- 1995 — Почётный профессор КазГУ
- 2000 — Академик Международной академии наук высшей школы (Россия, Москва)
- 2000 — Академик Международной академии им. Ч. Айтматова (Кыргызстан)
- 2002 — Нагрудный знак «Почетный работник туризма Республики Казахстан»
- 2003 — присвоено почётное звание «Почётный гражданин Жамбылской области»
- 2004 — Премия имени Кюль-тегина — за выдающиеся достижения в области тюркологии.
- 2007 — присвоено почётное звание «Почётный гражданин города Астаны»[28]
- 2007 — Нагрудный знак «Почётный работник образования Республики Казахстан»
- 2016 — присвоено почётное звание «Почётный гражданин города Алматы»[29][30]
- 2017 — Государственная стипендия Первого Президента Республики Казахстан — Елбасы в области культуры за 2017 год[31].

Юбилейные и памятные медали, в том числе:
- - Медаль «Астана» (1996)
  - Медаль «10 лет независимости Республики Казахстан» (2001)
  - Медаль «К 100-летию М. А. Шолохова» (Россия, Москва 2004)
  - Медаль «10 лет Конституции Республики Казахстан» (2005)
  - Медаль «10 лет Парламенту Республики Казахстан» (2006)
  - Медаль «10 лет Астане» (2008)
  - Медаль «20 лет независимости Республики Казахстан» (2011)
  - Медаль «20 лет маслихатам Республики Казахстан» (2014)
  - Медаль «20 лет Конституции Республики Казахстан» (2015)
  - Медаль «20 лет Ассамблеи народа Казахстана» (2015)
  - Медаль «25 лет независимости Республики Казахстан» (2016)[32]
  - Медаль «20 лет Астане» (2018)[33]
  - Медаль «25 лет Конституции Республики Казахстан» (2020)
  - Медаль «20 лет Ассамблеи народа Казахстана» (2020) и др.